# Wongarbon
Wongarbon – miasto w Australii, w stanie Nowa Południowa Walia.